# Dorna Candrenilor, Suceava
Dorna Candrenilor (germană Dorna Kandreny, maghiară Dornakandren) este satul de reședință al comunei cu același nume din județul Suceava, Bucovina, România.

## Personalități
- Grigore Ursu (1922 - 2009), pictor și grafician.

## Legături externe
- pl Dorna-Kandreni în Dicționarul geografic al Regatului Poloniei și al altor țări slave, volum II (Derenek — Gżack) anul 1881

 Acest articol despre o localitate din județul Suceava este deocamdată un ciot. Puteți ajuta Wikipedia prin completarea lui.